# フアン・バウティスタ・サカサ
フアン・バウティスタ・サカサ(スペイン語: Juan Bautista Sacasa、1874年12月21日– 1946年4月17日)は、ニカラグアの政治家。1933年1月1日から1936年6月9日までニカラグアの大統領を務めた。1947年に同じくニカラグアの大統領を務めたベンジャミン・ラカヨ・サカサは親戚である。

## 生涯
ニカラグアのレオンで生まれたサカサは、1889年から1901年まで米国に留学し、コロンビア大学で医学博士号を取得した 。その後、レオンの国立大学で教授および学部長を務めた。彼はホセ・サントス・セラヤ率いる自由党政権の支持者だった。 1924年、サカサは保守党穏健派のカルロス・ホセ・ソロルサノが率いる政治連合の一員となった。 その後、13年間ニカラグアに留まっていた米海兵隊の分遣隊は、政治情勢が安定していると判断し同地から撤退した。 1925年10月、エミリアーノ・チャモロ・バルガスはソロルサノ政権を打倒した。しかし、チャモロは米国の承認を得ることができず、その後アドルフォ・ディアスを支持して辞任した。この間、サカサはメキシコに逃亡していた。
プエルト・カベサスでの自由党による保守党政権に対する内戦が勃発すると、サカサは1926年にニカラグアに戻った。彼は立憲大統領制を主張し、プエルト・カベサスで政府を樹立した。自由党のホセ・マリア・モンカーダ指揮の下、メキシコから武器と軍需品を供給された自由党の反乱軍は、首都マナグアの占領にほぼ成功した。 しかし、米国は双方の紛争当事者に交渉を強要し、その結果として両陣営が武装解除し、ディアスが任期を終えることを要求するエスピーノ黒人協定が結ばれた。 サカサは合意を受け入れ、自身が大統領職へ就くという要求を撤回することに一度同意したものの、協定への署名を拒否し、国を去った。モンカーダはサカサに代わって協定に署名した。後の6年間、アウグスト・セサル・サンディーノが、協定を実施するためにニカラグア国内に駐留していた米国海兵隊に対してゲリラ戦争を指揮することになった。
1932年、サカサが大統領に選出された。 彼は海兵隊が国を去る予定日の前日であった1933年1月1日に就任した。米国大使による強い要求を受け、サカサの姪の1人と結婚していた親米保守派のアナスタシオ・ソモサ・ガルシアを国家警備隊の局長に指名した。翌月、サカサはサンディーノと会談し、その間にサンディーノは新政府への忠誠を誓い、恩赦と彼の支持者への土地を与えた。 サンディーノはその後も国家警備隊の解散を求め続けたが、1934年2月、ソモサの命令で暗殺された。この出来事はソモサと国家警備隊の増大する力を、サカサが封じ込めることができないことを証明してしまった。ニカラグアの脆弱な経済が世界恐慌によるコーヒー価格の崩壊に見舞われ、1934年の議会選挙で詐欺が横行したという疑惑が表面化したため、サカサの支持率は低下し続けた。その間、ソモサの勢力は拡大し続け、モンカーダやチャモロといった大統領経験者との関係を築いた。1936年の初頭、ソモサは国家警備隊を使って、サカサに忠実な地方公務員を粛清し、ソモサの仲間に入れ替えた。6月9日には、サカサを辞任に追い込み、傀儡大統領を任命し、翌年には自ら大統領に就任した。サカサは米国に亡命し、10年後に亡くなるまでロサンゼルスに住んでいた。

## 人物
彼は、第66代ニカラグア大統領レオナルド・アルゲロのいとこであるマリア・アルゲロ・マニングと結婚し、次の子供をもうけた。
- マルカ・サカサ・アルゲロ
- カルロス・サカサ・アルゲロ
- ロベルト・サカサ・アルゲロ
- グロリア・サカサ・アルゲロ

フアン・バウティスタ・サカサは、ベルタ・ラカヨ・サカサのいとこだった。 ベルタ・ラカヨ・サカサはリシマコ・ラカヨ・ソロルツァーノと結婚し、チェスター・ラカヨ・ラカヨとウィル・ラカヨ・ラカヨの2人の子供をもうけた。 ウィル・ラカヨ・ラカヨには、ダニロ・ラカヨ、ベルタ・ラカヨ、リギア・ラカヨ、タニア・ラカヨの4人の子供がいた。